# وایومینگ، نیویورک
وایومینگ (به انگلیسی: Wyoming) یک روستا در ایالات متحده آمریکا است که در شهرستان وایومینگ، نیویورک واقع شده‌است. وایومینگ ۱٫۷ کیلومتر مربع مساحت و ۴۳۴ نفر جمعیت دارد و ۳۰۱ متر بالاتر از سطح دریا واقع شده‌است.